# Partito d'Azione Popolare del Vietnam
Il Partito d'Azione Popolare del Vietnam (in vietnamita: Đảng Nhân Dân Hành Động Việt Nam, PAP) è un partito politico anticomunista vietnamita in esilio negli Stati Uniti. Il partito è guidato dal presidente Nguyễn Sĩ Bình e dal vicepresidente Nguyen Xuan Ngai.
Fondato nel 1991, il suo obbiettivo è quello di unire il popolo vietnamita con un governo democratico e con delle riforme governative in materia di educazione, assistenza sanitaria, economia e diritti umani.
Il partito ha stabilito i suoi uffici in Cambogia, ma alcuni dei suoi dirigenti sono stati arrestati e trasferiti in Vietnam per essere processati con l'accusa di aver cercato appoggi nel paese. 21  sostenitori del partito sono stati detenuti dal governo vietnamita senza processo per più di due anni.